# Pseudorhacochelifer spiniger
Pseudorhacochelifer spiniger är en spindeldjursart som först beskrevs av Volker Mahnert 1978.  Pseudorhacochelifer spiniger ingår i släktet Pseudorhacochelifer och familjen tvåögonklokrypare. Inga underarter finns listade i Catalogue of Life.